# Lotusiphantes
Lotusiphantes is een geslacht van spinnen uit de familie hangmatspinnen (Linyphiidae).

## Soorten
De volgende soorten zijn bij het geslacht ingedeeld:
- Lotusiphantes nanyuensis Chen & Yin, 2001